# La colazione dei canottieri
La colazione dei canottieri è un dipinto acqua e olio su tela di Pierre-Auguste Renoir, databile al 1880-1881 e conservato alla Phillips Collection di Washington.

## Storia

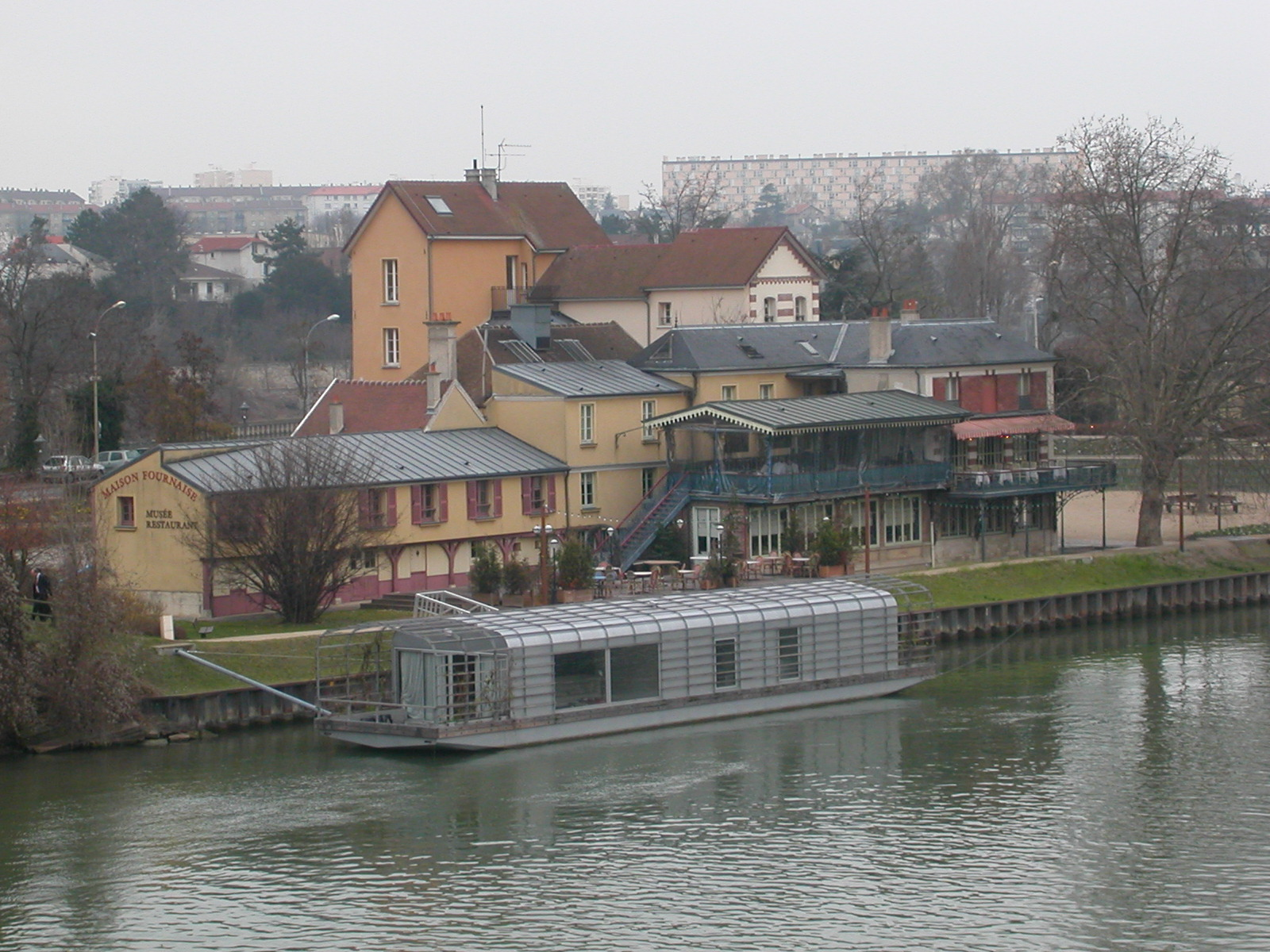
Il ristorante dei Fournaise in una foto scattata nel 2007

Il dipinto fu probabilmente uno degli ultimi che Renoir realizzò prima del viaggio in Italia e della successiva virata in senso aigre. Già in quest'opera, d'altronde, si avverte chiaramente che sta prendendo forma un nuovo indirizzo stilistico: Renoir, infatti, tende a una maggiore costruttività delle figure ritratte e ne modella marcatamente gli incarnati. La sapiente giustapposizione di colori, invero, contribuisce a portare al massimo la presenza fisica delle figure effigiate: si individua, in tal senso, un'aspirazione a una visione ideale di grandiosità e opulenza che culminerà nel 1884-1887 con la realizzazione de Le bagnanti. Appare evidente, in tal senso, l'influenza di Jean-Auguste-Dominique Ingres, venerato da Renoir già in gioventù. Ardito risulta anche lo spregiudicato uso del bianco, impiegato da Renoir per conferire solidità alla composizione, resa ancora più robusta dal sapiente dosaggio tra le di zone di luce e di ombra.
La colazione dei canottieri, in ogni caso, fu eseguita in seguito a una provocazione di Émile Zola, astro letterario del tempo che, nonostante in passato avesse promosso con simpatia le ricerche degli Impressionisti, asserì beffardo «che nessuno di loro ha compreso con forza e chiarezza la nuova formula, che troviamo frammentata in tutti i quadri che producono. Essi non mantengono mai ciò che promettono; balbettano senza riuscire a parlare». Renoir, d'altro canto, rispose all'istigazione di Zola dipingendo una tranche de vie della Parigi dell'Ottocento. L'opera, nel 1882 presentata alla settima mostra degli Impressionisti, fu accolta con un certo favore: «È fresca, disinvolta, ma non sconcia» avrebbe commentato Paul de Charry. Ardentemente entusiastico fu il parere di Armand Silvestre di La Vie Moderne, che asserì: «Si tratta di una delle migliori opere che Renoir abbia mai dipinto ... Vi sono brani grafici che sono assolutamente notevoli e che si sostanziano di un disegno che prende forma dalla giustapposizione di colori, e non di linee. Si tratta di uno dei dipinti più belli mai prodotti sotto l'egida di questa pittura insurrezionista di Artisti Indipendenti». Anche Albert Wolff, tradizionale nemico delle sperimentazioni impressioniste, non poté rimanere indifferente all'ingegno di Renoir e rivolse le proprie critiche alla mancanza di una preparazione disegnativa: «Se avesse imparato prima a disegnare, Renoir ci avrebbe consegnato un dipinto delizioso».
Quando l'Impressionismo iniziò durante il Novecento ad acquistare maggiore popolarità, il dipinto assurse a vero e proprio simbolo del movimento, destando unanime e sincera ammirazione. L'attore Edward G. Robinson ammise perfino che «per più di trenta anni mi sono recato periodicamente al museo di Washington per ammirare La colazione dei canottieri e stare in piedi ore e ore dinanzi quel magnifico dipinto, giorno dopo giorno, pianificando congiure per appropriarmene». Con la nascita della cultura di massa e lo sviluppo dei mezzi di comunicazione nella seconda metà del secolo scorso, l'universo pittorico de La colazione dei canottieri è stato divulgato anche al di fuori degli ambienti più strettamente artistici, approdando persino nel cinema. Celebre è la citazione del film francese Il favoloso mondo di Amélie, nel quale gli attori Audrey Tautou e Serge Merlin, nei panni rispettivamente della protagonista Amélie e del pittore Raymond (detto "l'uomo di vetro"), recitano le battute riportate di seguito osservando una riproduzione del quadro:
«Amelie: Mi piace molto questo quadro!
 Raymond: È la Colazione dei canottieri, di Renoir. Ecco, ne faccio uno all'anno, da vent'anni. La cosa più dura sono gli sguardi. A volte ho l'impressione che cambino espressione apposta, ma non appena volto le spalle, eh? [...] Ebbene, dopo tutti questi anni la sola persona che faccio ancora fatica a delineare è la ragazza con il bicchiere d'acqua [Ellen Andrée, ndr]. È al centro eppure ne è fuori.
 Amelie: Forse è solo diversa dagli altri.
 Raymond: Eh? In cosa?
 Amelie: Non saprei ...»

## Descrizione e stile
La celeberrima scena de La colazione dei canottieri ha luogo nella veranda aperta del ristorante dei Fournaise sull'isola di Chatou, abitualmente frequentato dai canottieri parigini che praticavano questo sport lungo la Senna e ivi si concedevano il meritato riposo in compagnia di amici ed amiche. Si vedono ben quattordici persone festosamente riunite attorno a un tavolo: di queste, sono identificabili la bella Alphonsine Fournaise, appoggiata pensosa alla balaustra, Paul Lhote con la paglietta, Aline Charigot (futura moglie del pittore) intenta a strapazzare affettuosamente un cagnolino, ma anche Charles Ephrussi (sullo sfondo con la tuba), un ricco banchiere che Renoir conobbe al salotto dei Charpentier. Speciale menzione merita anche Alphonse Fournaise, figlio del proprietario del locale, il quale veste una maglietta bianca alla marinara e un cappello di paglia: si tratta di un abbigliamento distintivo dei canottieri, e anche il suo fisico possente - con le braccia forti e tornite ed il torso virile - sembra suggerire all'osservatore che egli si sottopone a un allenamento assiduo e costante. Ad aver posato per i personaggi de La colazione dei canottieri, dunque, sono gli stessi amici e conoscenti dell'artista. Di seguito ne riportiamo uno schema identificativo:

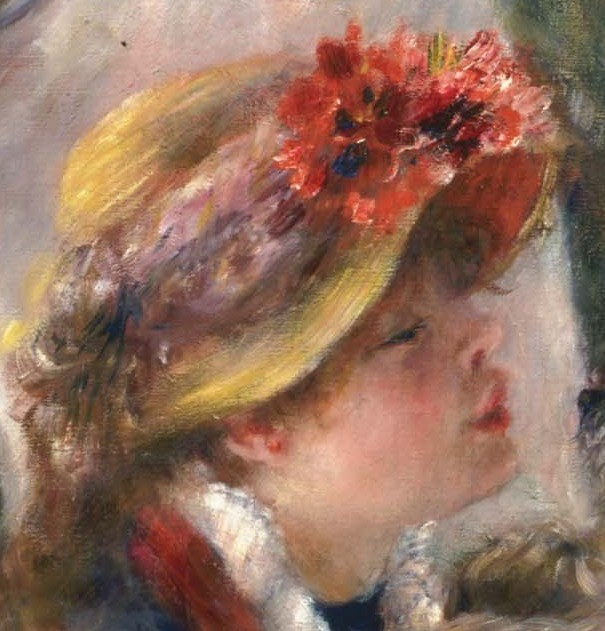
Aline Charigot
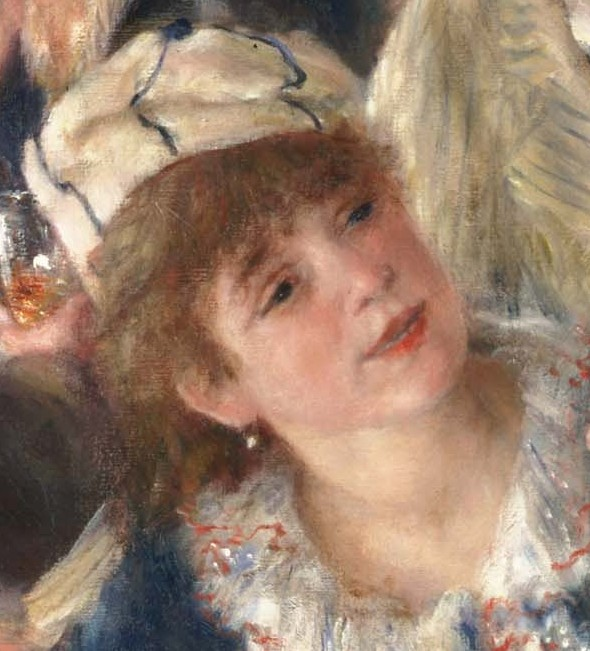
Angèle Legault
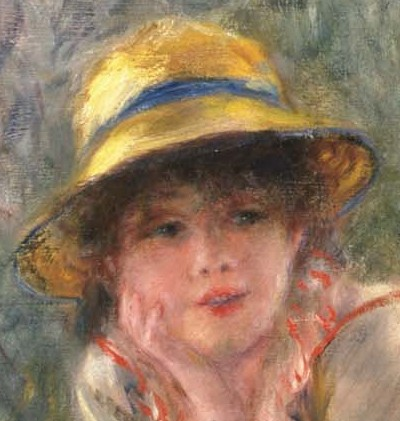
Alphonsine Fournaise
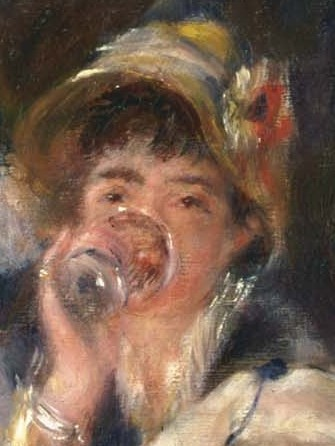
Ellen Andrée
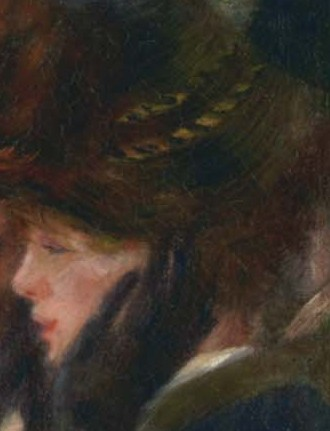
Jeanne Samary
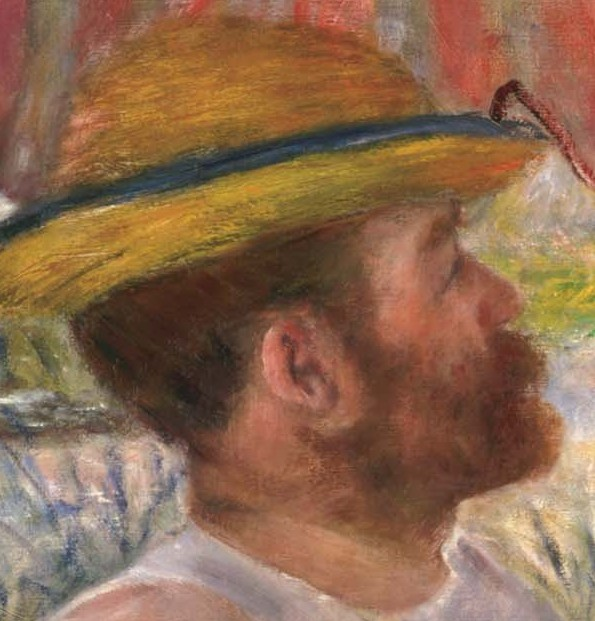
Alphonse Fournaise
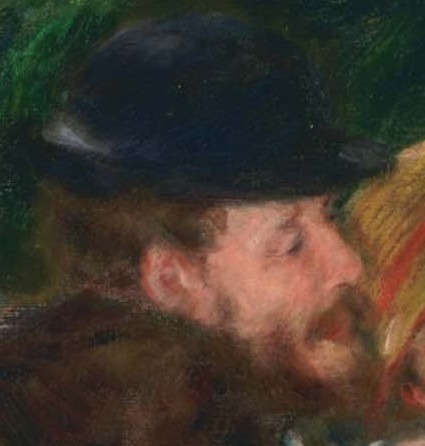
Pierre Lostrano
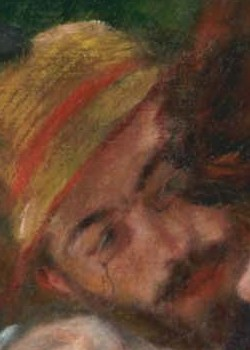
Paul Lhote
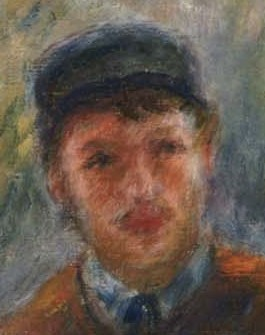
Jules Laforgia
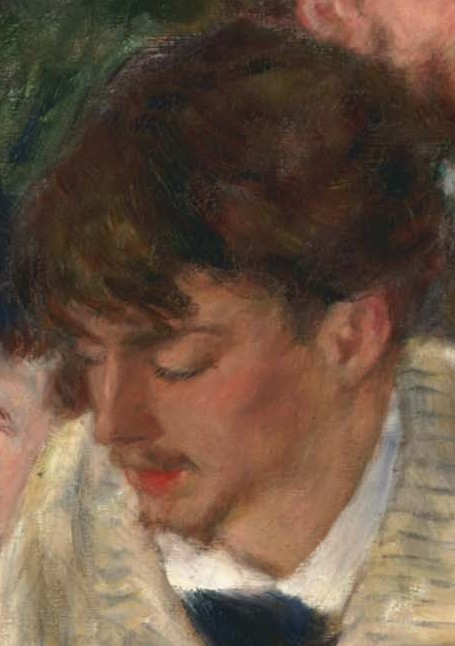
Antonio Maggiolo
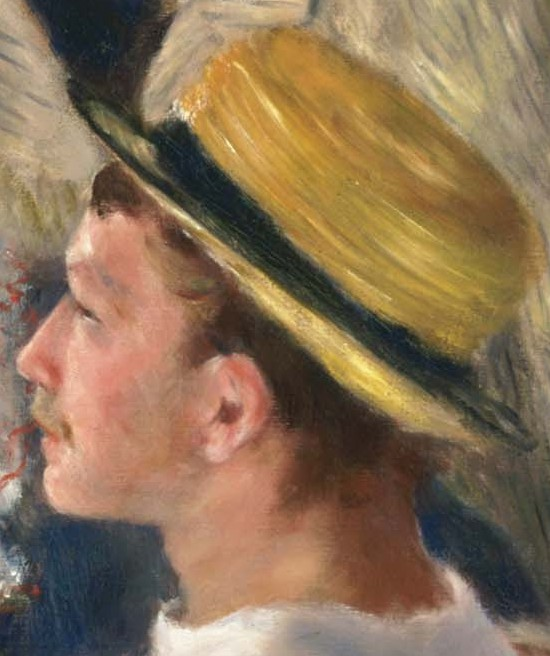
Gustave Caillebotte
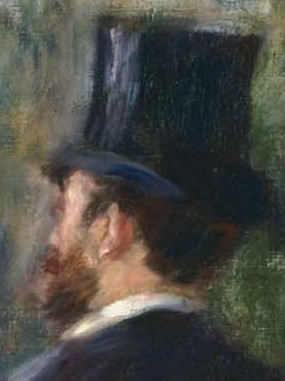
Charles Ephrussi
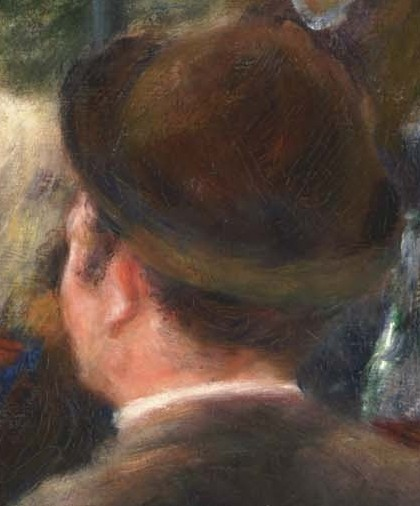
Raoul Barbiere

Con la luce estiva del sole che filtra attraverso il tendaggio a righe la scena viene inondata di riverberi rosati. Ne consegue un'atmosfera conviviale, festosa e leggermente bohémienne, accentuata dalla fitta rete di sguardi che lega espressivamente i vari personaggi. Pittore magistrale della via moderne, in questo modo Renoir rende con leggerezza l'atmosfera di una domenica pomeriggio, e sembra quasi che si possano udire il ciarliero brusio degli uomini e le risate delle ragazze. Questo quadretto festoso ed idilliaco, tuttavia, era destinato a scomparire, con enorme rammarico di Jean Renoir, figlio del pittore, che in visita a Chatou sarebbe stato tristemente colpito dal degrado che avvolgeva quei luoghi:
(Jean Renoir)
Dal punto di vista prospettico la composizione si articola sulla sagoma robusta e obliqua della tavola, sulle esili strutture di ferro che sorreggono la tenda e sull'asse obliquo della balaustra, che separa nettamente il primo piano dallo sfondo paesaggistico, dominato dalle tonalità verdastre della vegetazione palustre. Memore della lezione di Manet, inoltre, Renoir sceglie di raffigurare sulla tavola - ancora ingombra dei resti del pasto - uno splendido brano di natura morta, nel quale dà prova del proprio virtuosismo operando un trattamento pittorico differenziato delle varie parti: per dirla con le parole dei critici Giorgio Cricco e Francesco Di Teodoro, «alla leggerezza delle bottiglie e dei cristalli fa riscontro la massa compatta della frutta e della retrostante botticella di cognac, mentre le briciole di pane e il tovagliolo bianco lasciato negligentemente sulla tovaglia rimandano a un naturalismo stupefacente».